# Motoo Tatsuhara
Motoo Tatsuhara, född 14 januari 1913 i Tokyo prefektur, död 1984, var en före detta japansk fotbollsspelare.